# Bałabanica
Bałabanica (bułg. Балабаница) – szczyt pasma górskiego Riła, w Bułgarii, o wysokości 2157 m n.p.m.